# Альбаредо-д'Адідже
Альбаредо-д'Адідже (італ. Albaredo d'Adige, вен. Albaredo d'Adexe) — муніципалітет в Італії, у регіоні Венето, провінція Верона.
Альбаредо-д'Адідже розташоване на відстані близько 400 км на північ від Рима, 85 км на захід від Венеції, 26 км на південний схід від Верони.
Населення — 5317 осіб (2014).
Щорічний фестиваль відбувається 16 серпня. Покровитель — святий Рох.

## Демографія
Населення за роками:

Станом на 1 січня 2023 року в муніципалітеті офіційно проживало 676 іноземців з 33 країн, серед них 277 громадян країн Євросоюзу.

## Уродженці
- Ромео Бенетті (*1945) — відомий у минулому італійський футболіст, опорний півзахисник.

## Сусідні муніципалітети
- Бельфіоре
- Бонавіго
- Ронко-алл'Адідже
- Роверк'яра
- Веронелла